# Kompostowanie

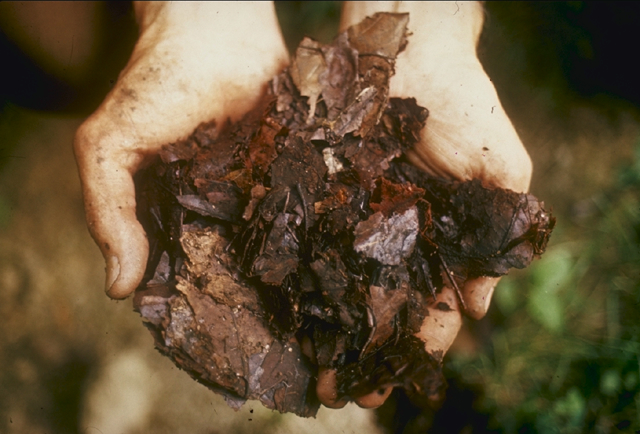
Kompost

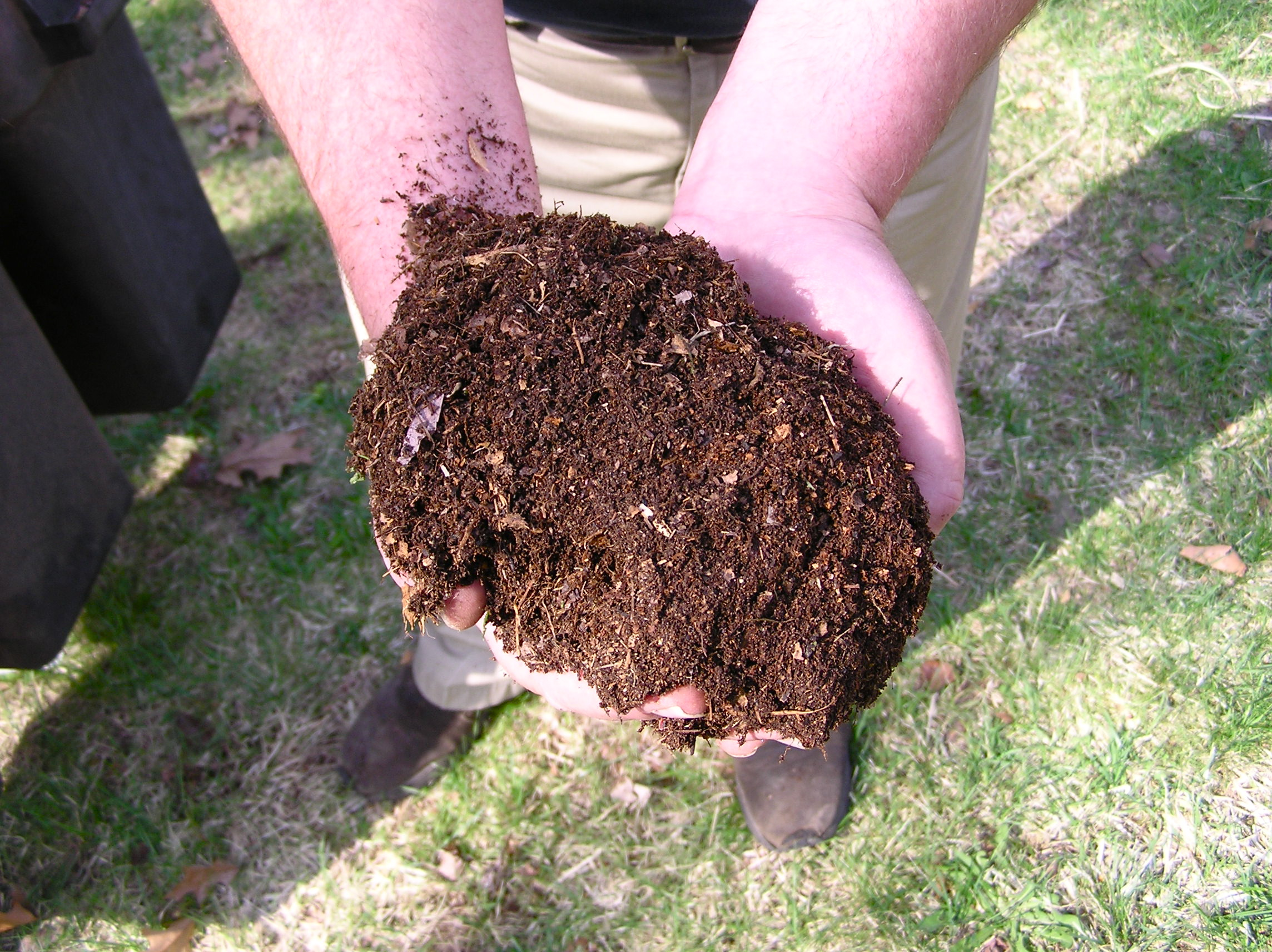
Kompost

Kompostowanie (organiczny recykling) – naturalna metoda unieszkodliwiania (utylizacji) i zagospodarowania odpadów, polegająca na rozkładzie substancji organicznej przez mikroorganizmy – bakterie tlenowe, nicienie, grzyby etc. Jest to proces przetwarzania substancji w kontrolowanych warunkach w obecności tlenu (powietrza), w odpowiedniej temperaturze i wilgotności. Produktami procesu są ciepło, dwutlenek węgla i związki amonowe przyswajalne przez rośliny, które pod wpływem bakterii nitryfikacyjnych mogą zostać przekształcone w azotany. Kompost, jako podłoże bogate w łatwo przyswajalne przez rośliny składniki, stosowany jest jako substancja poprawiająca właściwości gleby w miejskich zieleńcach, w ogrodnictwie i rolnictwie. Może pełnić rolę zarówno nawozu, jak i źródła kwasów humusowych, jest też naturalnym pestycydem. Organiczne substancje poddawane kompostowaniu mogą być alternatywnie poddawane procesom beztlenowym.
Kompostowanie jest procesem kontrolowanego rozkładu materii organicznej, który ma na celu przekształcenie odpadów organicznych w wartościowy nawóz. W przeciwieństwie do naturalnego, powolnego rozkładu biomasy, kompostowanie tworzy optymalne warunki dla organizmów kompostujących, co przyspiesza proces rozkładu.
Aby zapewnić odpowiednie warunki dla najbardziej aktywnych mikroorganizmów, materia poddawana kompostowaniu powinna zawierać następujące składniki:
- węgiel – stanowi źródło energii dla mikroorganizmów,
- azot – niezbędny do syntezy białek i wspierania wzrostu mikroorganizmów,
- tlen – umożliwia procesy tlenowe, które są kluczowe dla efektywnego rozkładu,
- woda – niezbędna do utrzymania odpowiedniej wilgotności, co sprzyja aktywności mikroorganizmów.

Rozkład może mieć miejsce również w przypadku nieobecności któregoś z wymienionych składników, choć będzie znacznie wolniejszy. Przykładowo, możliwy jest rozkład biomasy umieszczonej w szczelnie zamkniętej foliowej torbie, choć nieobecność powietrza spowoduje rozwijanie się bakterii beztlenowych i rozkład beztlenowy.

## Zastosowanie w rolnictwie
Kompostowanie znajduje zastosowanie w rolnictwie i ogrodnictwie, pozwalając na wykorzystanie odpadków z gospodarstw rolniczych. Kompostowanie przeprowadza się w pryzmach kompostowych. Kompost uzyskany w wyniku tego zabiegu jest nawozem organicznym. Podczas kompostowania zachodzą dwa równoległe procesy biochemiczne:
- mineralizacja,
- humifikacja.

### Cel kompostowania
Celem budowy systemu do kompostowania jest zapewnienie zdrowego i bogatego w składniki odżywcze środowiska życia dla bakterii. Najszybsze kompostowanie ma miejsce w przypadku gdy stosunek masy węgla do azotu w środowisku wynosi 25:1 do 30:1. Przykładowo, skoszona trawa ma ten stosunek wynoszący 19:1, a jesienne liście 55:1. Wymieszanie tych dwóch składników w równych proporcjach daje odpowiedni stosunek składników odżywczych. W przemysłowych kompostowniach przestrzega się tego stosunku dość ściśle, w przypadku przydomowych kompostowników jest to zbyt skomplikowane i stosuje się raczej prostsze receptury.

### Wsad do kompostowania
Dowolny biodegradowalny materiał może podlegać kompostowaniu, o ile zapewni się wystarczającą ilość czasu. Jednakże nie każdy surowiec nadaje się do przydomowego kompostowania, w którym nie są osiągane temperatury dość wysokie, by powodować śmierć drobnoustrojów, wirusów, bakterii, szkodników. W związku z tym odchody zwierzęce, resztki mięsa i produkty mleczne powinny być kompostowane jedynie na skalę przemysłową.
Surowce o dużej zawartości węgla zapewniają celulozę niezbędną bakteriom do produkcji ciepła i cukrów, podczas gdy surowce o dużej zawartości azotu są źródłem najbardziej skoncentrowanych białek, które pozwalają na rozwój bakterii.
Przykładowe odpady o dużej zawartości węgla:
- słoma zbożowa,
- jesienne liście,
- pył drzewny i odpady drewniane,
- niektóre rodzaje papieru i kartonu.

Niektóre materiały o dużej zawartości azotu:
- zielona biomasa (świeża lub zwiędła), np. siano, skoszona trawa,
- odchody zwierząt roślinożernych (krów, koni),
- resztki owoców i warzyw,
- wodorosty,
- mielona kawa (po zaparzeniu napoju).

Nawóz z hodowli drobiu zawiera dużo azotu, ale niewiele węgla. Nawóz koński – oba te składniki. Nawóz z hodowli owiec czy bydła nie zapewnia tak wysokiej temperatury pryzmy kompostowej jak w przypadku nawozu końskiego, więc proces kompostowania trwa dłużej.
Wymieszanie materiałów wsadowych przyspiesza proces rozkładu, ale łatwiej jest kompostownik przygotowywać, układając na przemian warstwy o grubości 15 cm. Powoduje to spowolnienie rozkładu.
Tłuste resztki żywności i odpadki mięsne, mleczne i jajka nie powinny być poddawane przydomowemu kompostowaniu. Przyciągają one bowiem niechciane szkodniki i nie rozkładają się w dość krótkim czasie. Skorupki jajek są źródłem cennych substancji mineralnych dla pryzmy kompostowej i gleby, ale rozkładają się w czasie dłuższym niż rok. Odchody zwierząt innych niż roślinożerne nie powinny być nigdy kompostowane, podobnie jak odchody ludzkie i zwierząt domowych.

### Sposoby kompostowania
Istnieją dwie podstawowe metody kompostowania, wszystkie stosowane są kombinacją tych dwóch podstawowych:
- aktywna (gorąca) – pozwala na rozwój najbardziej efektywnych bakterii, zabija większość zarazków chorobotwórczych i nasion, szybko daje gotowy kompost,
- pasywna (zimna) – pozostawia się materiał, by został poddany naturalnemu, powolnemu kompostowaniu, które pozostawia mikroorganizmy chorobotwórcze i nasiona.

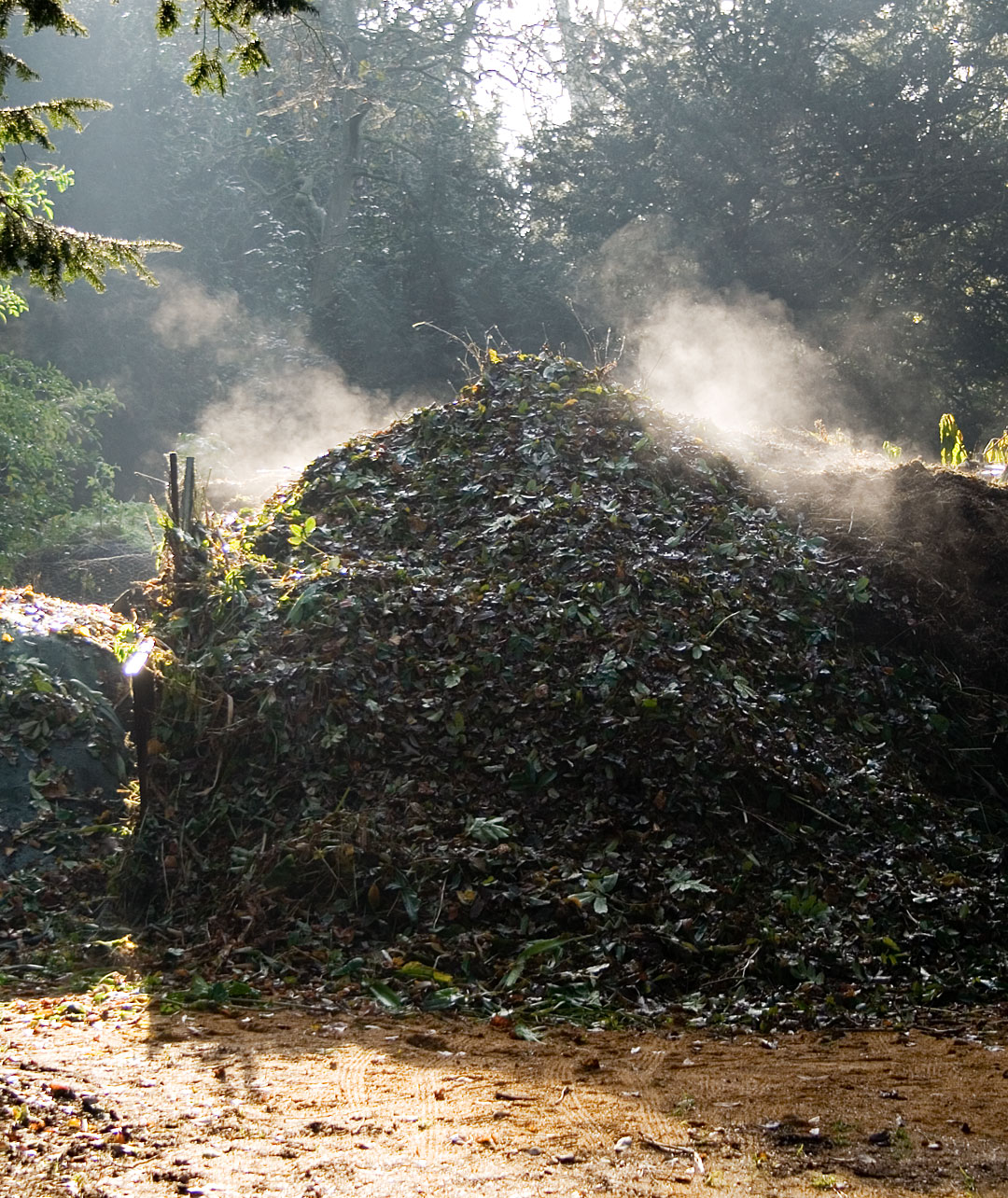
„Pracujący” kompostownik w zimny poranek. Znad pryzmy unosi się para wodna. Źródłem ciepła są zachodzące w jej wnętrzu egzotermiczne działania bakterii

### Przydomowe kompostowanie
Przydomowe kompostowanie wykorzystuje szeroki zakres technologii produkcji kompostu, począwszy od kompostowania pasywnego (wrzucić wszystko na jedną kupę, pozostawić w spokoju na rok lub dwa), skończywszy na bardzo precyzyjnym aktywnym (monitorowanie temperatury stosu, obracanie kompostu, dodawanie składników w trakcie procesu). Najczęściej jest połączeniem obu tych technik. Niektórzy stosują mineralne pochłaniacze nieprzyjemnych zapachów, ale dobrze utrzymany kompostownik rzadko jest źródłem odoru.
Na rynku dostępny jest szeroki asortyment kompostowników. Sami możemy zdecydować, czy bardziej odpowiada nam tańszy kompostownik drewniany, czy też estetyczny i trwały kompostownik plastikowy. Ekokompostowniki plastikowe mogą posiadać również termoizolację oraz są tak zaprojektowane, aby powietrze mogło swobodnie docierać do biomasy. Wówczas proces kompostowania przebiega na tyle sprawnie, że kompost otrzymujemy nawet kilka razy do roku.

#### Mikroby i ogrzewanie stosu
Odpowiednio przygotowany stos kompostowy powinien mieć taką zawartość wilgoci jak dobrze wyciśnięta gąbka. Zapewnia to odpowiednią wilgotność do podtrzymania procesów życiowych bakterii. Bakterie i inne mikroorganizmy można podzielić na kilka grup, w zależności od tego jaką temperaturę preferują i ile ciepła produkują w czasie przerabiania materii organicznej. Bakterie mezofilne lubią umiarkowane temperatury z przedziału 20–40 °C. Podczas rozkładu materii organicznej produkują one ciepło, wnętrze stosu kompostowego rozgrzewa się najbardziej.
Stos kompostowy powinien mieć metr wysokości, metr szerokości, a długość – w zależności od potrzeb. Zapewnia to odpowiednią izolację cieplną pozwalającą na ogrzewanie się wnętrza stosu w trakcie rozkładu. Idealną temperaturą zdaje się wynosić około 60 °C; ginie w niej większość drobnoustrojów chorobotwórczych i nasion roślin. Ta temperatura jest też najlepsza dla bakterii termofilnych, które najszybciej rozkładają biomasę. Gdy stos wewnątrz nie rozgrzewa się wystarczająco, może to mieć następujące przyczyny:
- stos jest zbyt mokry, co utrudnia dopływ tlenu do jego wnętrza,
- stos jest zbyt suchy, co nie zapewnia odpowiedniej ilości wilgoci do podtrzymania procesów życiowych i mnożenia się bakterii,
- wewnątrz stosu znajduje się zbyt mało białek (azotu).

Rozwiązaniem może być dodanie wsadu do stosu lub jego obrócenie w celu napowietrzenia.
W zależności od tego, jak szybko potrzebny jest gotowy kompost, stos może być kilka razy obracany, by zamienić miejscami warstwy zewnętrzne i wewnętrzne i napowietrzyć stos. Podczas obracania można dodawać wodę, co pozwala na zapewnienie odpowiedniej wilgotności. Dobrym momentem na przewrócenie kompostownika jest chwila, gdy temperatura w jego wnętrzu spadnie. Oznacza to, że skończyła się pożywka dla bakterii produkujących najwięcej ciepła. Gdy po przewróceniu stosu temperatura nie będzie wzrastać, dalsze przewracanie nie ma sensu. Gdy cały materiał zmieni kolor na ciemnobrązowy lub prawie czarny, kompost jest gotowy do użytku.

## Zastosowanie w utylizacji odpadów miejskich

Przykładowy schemat technologiczny kompostowni na przykładzie zakładu w Lądku-Zdroju

Kompostowanie wykorzystywane jest także na skalę przemysłową do utylizacji odpadów komunalnych (miejskich). Po wysortowaniu surowców wtórnych w wyniku procesu kompostowania z biologicznie aktywnych odpadów pochodzących z gospodarstw domowych otrzymuje się dwie frakcje:
- kompost nadający się np. do rekultywacji terenów zielonych (skwery, parki, rekultywacja dzikich wysypisk),
- balast neutralny chemicznie i biologicznie, pozostawiany na składowisku.

Proces kompostowania trwa około miesiąca (w zimie nieco dłużej) i przynosi znakomite rezultaty:
- uzyskuje się nawóz organiczny o dobrych parametrach,
- zmniejszenie objętości składowanych odpadów o 30–50%,
- składowane odpady są całkowicie obojętne dla środowiska (chemicznie i biologicznie).